# Three Dog Night
Three Dog Night ist eine US-amerikanische Rockband, sie war von 1968 bis 1976 in der Originalbesetzung aktiv.

## Geschichte
Die Gruppe hatte ursprünglich sieben Mitglieder, darunter drei Sänger. Die Band wurde von Brian Wilson von den Beach Boys gefördert. Die Gruppe hieß zunächst Redwood, benannte sich aber um, weil sie in einem Artikel gelesen hatte, dass australische Aborigines in kalten Nächten mit ihren Hunden zusammen schliefen; in besonders kalten Nächten brauchten sie drei Hunde, um sich warmzuhalten.
Three Dog Night erreichte für die Musikverkäufe in den USA 19 goldene Schallplatten und zwei Platin-Schallplatten. Sie hatte 21 Top-40-Hits.
Sie sang Songs von Randy Newman (Mama Told Me Not to Come), Laura Nyro (Eli’s Coming), Hoyt Axton (Joy to the World, Never Been to Spain), Elton John & Bernie Taupin (Lady Samantha), John Lennon und Paul McCartney (It’s for You), Leo Sayer (The Show Must Go On) und Harry Nilsson (One). Ein großer Erfolg für die Band war die Interpretation des Hair-Klassikers Easy to Be Hard.
Mitte der 1980er Jahre tauchte die Gruppe wieder auf, 2006 ging sie sogar auf Tour. Von den Originalmitgliedern standen noch zwei Sänger (Cory Wells und Danny Hutton), ein Keyboarder (Jimmy Greenspoon) und ein Gitarrist (Michael Allsup) auf der Bühne. Ergänzt wurden sie durch einen neuen Bassisten (Paul Kingery) und einen neuen Schlagzeuger (Pat Bautz).
Am 11. März 2015 verstarb der Keyboarder Jimmy Greenspoon im Alter von 67 Jahren an Krebs. Im selben Jahr folgte ihm der 73-jährige Sänger Cory Wells am 20. Oktober in Dunkirk, New York.

## Diskografie

### Alben
| Jahr | Titel                | Höchstplatzierung, Gesamtwochen, AuszeichnungChartsChartplatzierungen (Jahr, Titel, Platzierungen, Wochen, Auszeichnungen, Anmerkungen) | Anmerkungen |
| Jahr | Titel                | US | Anmerkungen |
| ---- | -------------------- | --- | ----------- |
| 1968 | Three Dog Night      | US11 Platin · (62 Wo.)US |             |
| 1969 | Suitable for Framing | US16 Gold · (74 Wo.)US |             |
| 1970 | It Ain’t Easy        | US8 Gold · (48 Wo.)US |             |
| 1970 | Naturally            | US14 Gold · (64 Wo.)US |             |
| 1971 | Harmony              | US8 Gold · (34 Wo.)US |             |
| 1972 | Seven Separate Fools | US6 Gold · (40 Wo.)US |             |
| 1973 | Cyan                 | US26 Gold · (17 Wo.)US |             |
| 1974 | Hard Labor           | US20 Gold · (22 Wo.)US |             |
| 1975 | Coming Down Your Way | US70 (12 Wo.)US |             |
| 1976 | American Pastime     | US123 (6 Wo.)US |             |

Weitere Veröffentlichungen
- 1983: It’s a Jungle
- 2002: Three Dog Night with the London Symphony Orchestra

### Livealben
| Jahr | Titel                                 | Höchstplatzierung, Gesamtwochen, AuszeichnungChartsChartplatzierungen (Jahr, Titel, Platzierungen, Wochen, Auszeichnungen, Anmerkungen) | Anmerkungen |
| Jahr | Titel                                 | US | Anmerkungen |
| ---- | ------------------------------------- | --- | ----------- |
| 1969 | Captured Live at the Forum            | US6 Gold · (72 Wo.)US |             |
| 1973 | Around the World with Three Dog Night | US18 Gold · (27 Wo.)US |             |

Weitere Veröffentlichungen
- 1988: Three Dog Night: Live
- 2007: Super Hits Live
- 2008: Three Dog Night: Greatest Hits Live

### Kompilationen
| Jahr | Titel                                                                         | Höchstplatzierung, Gesamtwochen, AuszeichnungChartsChartplatzierungen (Jahr, Titel, Platzierungen, Wochen, Auszeichnungen, Anmerkungen) | Anmerkungen |
| Jahr | Titel                                                                         | US | Anmerkungen |
| ---- | ----------------------------------------------------------------------------- | --- | ----------- |
| 1971 | Golden Bisquits                                                               | US5 Gold · (61 Wo.)US |             |
| 1974 | Joy to the World: Their Greatest Hits                                         | US15 Gold · (17 Wo.)US |             |
| 1999 | 20th Century Masters – The Millennium Collection: The Best of Three Dog Night | US109 Platin · (73 Wo.)US |             |
| 2004 | The Complete Hit Singles                                                      | US178 (1 Wo.)US |             |

Weitere Veröffentlichungen
- 1982: The Best of 3 Dog Night (US: Gold)
- 1993: Celebrate: The Three Dog Night Story, 1965–1975
- 2004: 35th Anniversary Hits Collection

### Singles
| Jahr | Titel Album                                       | Höchstplatzierung, Gesamtwochen, AuszeichnungChartplatzierungen (Jahr, Titel, Album, Platzierungen, Wochen, Auszeichnungen, Anmerkungen) | Höchstplatzierung, Gesamtwochen, AuszeichnungChartplatzierungen (Jahr, Titel, Album, Platzierungen, Wochen, Auszeichnungen, Anmerkungen) | Höchstplatzierung, Gesamtwochen, AuszeichnungChartplatzierungen (Jahr, Titel, Album, Platzierungen, Wochen, Auszeichnungen, Anmerkungen) | Höchstplatzierung, Gesamtwochen, AuszeichnungChartplatzierungen (Jahr, Titel, Album, Platzierungen, Wochen, Auszeichnungen, Anmerkungen) | Anmerkungen |
| Jahr | Titel Album                                       | DE | AT | UK | US | Anmerkungen |
| ---- | ------------------------------------------------- | --- | --- | --- | --- | ----------- |
| 1969 | Try a Little Tenderness Three Dog Night           | — | — | — | US29 (12 Wo.)US |             |
| 1969 | One Three Dog Night                               | — | — | — | US5 Gold · (16 Wo.)US |             |
| 1969 | Easy to Be Hard Suitable for Framing              | — | — | — | US4 (13 Wo.)US |             |
| 1969 | Eli’s Coming Suitable for Framing                 | — | — | — | US10 (14 Wo.)US |             |
| 1970 | Celebrate Suitable for Framing                    | — | — | — | US15 (9 Wo.)US |             |
| 1970 | Mama Told Me Not to Come It Ain’t Easy            | DE12 (6 Wo.)DE | — | UK3 (14 Wo.)UK | US1 Gold · (15 Wo.)US |             |
| 1970 | Out in the Country It Ain’t Easy                  | — | — | — | US15 (11 Wo.)US |             |
| 1970 | One Man Band Naturally                            | — | — | — | US19 (11 Wo.)US |             |
| 1971 | Joy to the World Naturally                        | DE17 (9 Wo.)DE | — | UK24 (9 Wo.)UK | US1 Gold · (17 Wo.)US |             |
| 1971 | Liar Naturally                                    | — | — | — | US7 (12 Wo.)US |             |
| 1971 | An Old Fashioned Love Song Harmony                | — | — | — | US4 Gold · (11 Wo.)US |             |
| 1971 | Never Been to Spain Harmony                       | — | — | — | US5 (12 Wo.)US |             |
| 1972 | The Family of Man Harmony                         | DE38 (1 Wo.)DE | — | — | US12 (9 Wo.)US |             |
| 1972 | Black and White Seven Separate Fools              | DE24 (11 Wo.)DE | AT8 (12 Wo.)AT | — | US1 Gold · (11 Wo.)US |             |
| 1972 | Pieces of April Seven Separate Fools              | — | — | — | US19 (14 Wo.)US |             |
| 1973 | Shambala Cyan                                     | DE38 (2 Wo.)DE | AT17 (4 Wo.)AT | — | US3 Gold · (16 Wo.)US |             |
| 1973 | Let Me Serenade You Cyan                          | — | — | — | US17 (12 Wo.)US |             |
| 1974 | The Show Must Go On Hard Labor                    | DE12 (14 Wo.)DE | — | — | US4 Gold · (19 Wo.)US |             |
| 1974 | Sure As I’m Sittin’ Here Hard Labor               | — | — | — | US16 (13 Wo.)US |             |
| 1974 | Play Something Sweet (Brickyard Blues) Hard Labor | — | — | — | US33 (12 Wo.)US |             |
| 1975 | Til the World Ends Coming Down Your Way           | — | — | — | US32 (9 Wo.)US |             |

grau schraffiert: keine Chartdaten aus diesem Jahr verfügbar
Weitere Veröffentlichungen
- 1968: Nobody
- 1976: Everybody Is a Masterpiece
- 1983: It’s a Jungle Out There
- 2009: Heart of Blues
- 2017: This Is Your Captain Calling